# Fairbury (Nebraska)
Fairbury è un comune degli Stati Uniti d'America, situata in Nebraska, nella contea di Jefferson.